# Podocarpus rostratus
Podocarpus rostratus är en barrträdart som beskrevs av L. Laurent. Podocarpus rostratus ingår i släktet Podocarpus och familjen Podocarpaceae. IUCN kategoriserar arten globalt som starkt hotad. Inga underarter finns listade i Catalogue of Life.